# Коронавірусна хвороба 2019 в Уганді
Коронаві́русна хворо́ба 2019 в Уга́нді — розповсюдження пандемії коронавірусу територією Уганди.
Перший випадок появи коронавірусної хвороби було виявлено на території Уганди 20 березня 2020 року.
Станом на 23 березня 2020 року нових випадків інфікування виявлено не було.

## Хронологія
20 березня було підтверджено випадок коронавірусу в Уганді. Інфікованим виявився 36-річний чоловік, який вирушив до Дубаю 17 березня 2020 року у відрядження. Повернувшись в Уганду 21 березня 2020 року близько 2 години ранку на борту Ефіопських Авіакомпаній, під час процесу обстеження в аеропорту Ентеббе його температура становила 38,7 градуси, що спонукало медичну команду аеропорту ізолювати його в аеропорту для подальшого спостереження.

## Запобіжні заходи
Як запобіжний захід 18 березня президент Йовері Мусевені заборонив усі поїздки до визначених сильно постраждалих країн протягом 32 днів. Також було зачинено школи, а громадські зібрання заборонено.